# マンティネイアの戦い (紀元前418年)
マンティネイアの戦い（英：Battle of Mantinea）はペロポネソス戦争において紀元前418年にスパルタおよびその同盟国とアテナイ、アルゴスおよびその同盟国との間で戦われた会戦である。

## 背景
紀元前421年にニキアスの和約が締結され、ペロポネソス戦争は終結したかに見えた。しかし、翌紀元前420年のアテナイ、アルゴス、エリス、マンティネイアの同盟締結、さらに翌年の紀元前419年のアルゴスによるエピダウロス侵攻を受け、スパルタとアテナイおよびアルゴスとの関係は緊張を孕んだものとなった。紀元前418年、ついにスパルタが動いた。スパルタは同盟国も合わせた「これまでギリシア史上に類を見ないほどの」軍を王アギス2世の指揮の下に派遣した。彼らは有利に戦いを進めたが、アルゴス側の提案を受けたアギスは独断でアルゴスと4ヶ月の停戦協定を結び、撤退した。その後、アテナイ（ラケスとニコストラトス率いる歩兵1000と騎兵300）、エリス、マンティネイアからの援軍を受けたアルゴスはオルコメノスを攻撃して降伏させ、テゲアを次の標的として攻撃の準備をした（この時レプレオン攻撃を主張したものの受けいられなかったエリス軍は帰国した）。このために勝手に敵と停戦し、みすみすアルゴスにオルコメノスを渡す原因を作ったアギスは激しい非難に晒され、スパルタ人は10万ドラクマの罰金と家屋の取り壊しを決議しようとした。この時アギスはこの失敗と罰を勝利によって雪ぐと約束し、それができなければ何なり罰を受けると懇願した。そこでスパルタ人は刑の適用はひとまず措き、軍事遠征の際にスパルタ市民から10人の相談役を彼につけ、軍事行動は彼らの同意がなければできないようにするという前例のない法を設けた。
その後、スパルタへとテゲアより救援を求める使者がやって来ると、スパルタはアルカディアの同盟国に参加を呼びかけ、軍を動員してアギスをその総司令官として出陣した。テゲアはラコニアへの入り口に位置し、スパルタにとっては防衛上の重要地点であった。やがてアルカディア軍が合流し、スパルタ人はコリントス、ボイオティア、フォキス、ロクリスといった同盟国にも参加を呼びかけた。その一方でスパルタ軍は囲魏救趙の作戦としてテゲアの北に位置するマンティネイア領に侵攻し、荒らしまわった。スパルタが参加を呼びかけたコリントスなどの同盟諸国はスパルタの援軍に向かうにはアルゴスやオルコメノスの領地を通らねばならなかったために、結局のところ戦いに参加できなかった。
スパルタ軍のこの行動を受け、アルゴスとその同盟軍は敵へと向かい、険しい丘の上に着陣した。アギスはそれに攻撃を仕掛けようとしたが、長老の一人が「禍で禍を癒すつもりか」と言い、有利な地点に陣取った敵に挑むという無謀な行動をとることを諌めたため、アギスは攻撃を取りやめ、テゲア領へと軍を退いた。なお、ディオドロスはこの時アギスを諌めたのは相談役の一人のファラクスなる者であると伝えている。次いでテゲア領へと到着したアギスは敵を平地へとおびき寄せるという意図も持ちつつ、テゲア領のある暴れ川の流れをマンティネイア領を浸水させるためにそちら側へと変えようと工事を始めた。これに対し、アルゴスとその同盟軍は当初は突如退却した敵の意図を測りかねていたが、やがて敵へと向っていった。

## 戦い
アルゴスとその同盟軍が戦闘隊形を整えて来たのに対し、スパルタ軍も王の命令の下戦闘隊形を整えた。スパルタ軍の陣立ては左からスキリティス（エウロタス川とオイヌス渓谷の間の山岳地帯の住民）隊700人、トラキア遠征でブラシダス麾下にあった兵士とブラシダスの下で戦って市民に格上げされた旧ヘロットの部隊、スパルタの本隊約3500人、アルカディアのヘライア軍とマイナロス軍、そして右翼は当事者であるテゲア軍と王自らが率いる少数のスパルタ兵が占め、両翼には騎兵が配置された。一方アルゴスとその同盟軍は右からマンティネイア軍、アルゴスの同盟軍、アルゴスの精兵1000人、その他のアルゴス軍、クレオナイとオルネアイの軍、そして最左翼はアテナイ軍が占めた。トゥキュディデスはこの戦いに参加した両軍の兵力はそれぞれの国の兵力の誇張、スパルタの秘密主義のために知るのは不可能だとしているが、数ではスパルタ側が勝っていたのは少なくとも確かだと述べている。市川定春はスパルタ軍の総兵力を15000人、アルゴスとその同盟軍の総兵力を12000ないし14000人と推定している。
さて、戦いにあたってアギスは以下のような作戦を用いた。ファランクスは右へ右へと動く性質があるため（詳しくは「ファランクス#東地中海でよく見られたファランクス」を参照）、両軍が衝突するとおのずと両軍の右翼は敵の左翼の左側に回りこむだろうと彼は予想した（そして事実そうなった）。そこで彼は自軍が敵に包囲されないようにとスキリティス隊と旧ヘロット隊に戦う時には現在の位置から移動して戦列を伸ばし、マンティネイア軍と同じ長さの戦列を組むよう命じ、さらに右翼にいた部隊の隊長ヒッポノイダスとアリストクレスに各々の部隊を左翼に向わせるよう命じた。しかし、この二人の隊長は攻撃の直前に出されたこの命令に従わなかったためにアギスの作戦は破綻した。
スキリティス隊と旧ヘロット隊はマンティネイア軍に蹴散らされ、マンティネイア軍とアルゴスの精鋭部隊はスキリティス隊および旧ヘロット隊とスパルタ軍本隊との隙間に突入し、スパルタ軍本隊を側面から攻撃し、そこではスパルタ軍は劣勢に立たされた。その一方で正面ではスパルタ軍は戦いを有利に進めていた。そして、この時スパルタとテゲアの右翼はアテナイ軍をまさに側面から包囲しようとしていたが、アギスは左翼の苦戦を知ると全軍に救援に向うよう命じたため、アテナイ軍は辛くも危機を脱し、戦場から逃げ去った。一方、敵の全軍が向かってきたのを見ると、マンティネイア軍とアルゴスの精鋭部隊もまた退却に転じた。スパルタ軍は敵を深追いしなかった。
この戦いでアルゴスとその同盟国は、アルゴス、オルネアイ、クレオナイで合わせて700人、マンティネイアが200人、アテナイとアイギナで合わせて200人、計1100人を失った。また、アテナイはラケスとニコストラトスの両将を失った。対し、スパルタ側の戦死者はおよそ300人であった。

## その後
同年の冬、スパルタはアルゴスとアルゴスによる捕虜の返還、エピダウロス撤退、そしてアルゴスはエリスやアテナイとの同盟を破棄し、スパルタの側につくという条件で停戦協定を結んだ。そして何よりも、この勝利でスパルタ人はスファクテリア島での敗北（スファクテリアの戦い）以来傷ついていた威信を回復した。

## 註
1. ↑  トゥキュディデス, V. 46-47
2. 1 2  トゥキュディデス, V. 60
3. ↑  トゥキュディデス, V. 57
4. ↑  トゥキュディデス, V. 61
5. ↑  トゥキュディデス, V. 62
6. ↑  トゥキュディデス, V. 63
7. ↑  トゥキュディデス, V. 64
8. ↑  ディオドロス, XII. 79
9. ↑  トゥキュディデス, V. 65
10. ↑  トゥキュディデス, V. 66-68
11. ↑  市川, p.111-112
12. ↑  トゥキュディデス, V. 70-71
13. ↑  トゥキュディデス, V. 72
14. ↑  トゥキュディデス, V. 73
15. ↑  トゥキュディデス, V. 74
16. ↑  トゥキュディデス, V. 76-79